# مايكروسوفت باي
مايكروسوفت باي (بالإنجليزية: Microsoft Pay)‏ (المعروف سابقًا باسم محفظة مايكروسوفت (بالإنجليزية: Microsoft Wallet)‏) خدمة دفع متنقلة ومحفظة رقمية من قبل شركة مايكروسوفت تسمح للمستخدمين بإجراء المدفوعات وتخزين بطاقات الولاء على بعض الأجهزة المحمولة، بالإضافة إلى الكمبيوترات الشخصية باستخدام متصفح مايكروسوفت إيدج. لا يتطلب مايكروسوفت باي أجهزة دفع لاسلكية محددة خاصة به، ويدعم أجهزة الدفع اللاسلكية الموجودة إذا تم استخدامها على الأجهزة المحمولة. يستخدم مايكروسوفت باي محاكاة بطاقة المضيف (HCE) لإجراء المدفوعات داخل المتاجر.

## التاريخ
تم إطلاق مايكروسوفت باي في 21 يونيو 2016 في الولايات المتحدة. وقد تم إصدارها في البداية لمشاركي برنامج مايكروسوفت للاختبار الداخلي "ويندوز إنسايدر" ، وتم إتاحتها للجمهور العام في 16 أغسطس 2016 ، مع إصدار تحديث الذكرى السنوية لويندوز 10 موبايل. تم إطلاق الخدمة بشكل حصري لويندوز 10 موبايل بالتزامن مع تحديث تطبيق محفظة مايكروسوفت باي.
أسهم إطلاق خدمة مايكروسوفت باي في إنشاء منصة دفع محمولة خاصة بالشركة، مما أتاح لها تجاوز الاعتماد السابق على الأطراف الثالثة للمدفوعات اللاسلكية على الهواتف الذكية التي تعمل بنظام ويندوز. كانت نظام التشغيل المحمول لمايكروسوفت يدعم بالفعل المدفوعات اللاسلكية للأجهزة المجهزة بتقنية NFC في نظام ويندوز فون 8 وتطبيق محفظة مايكروسوفت الأصلي منذ عام 2012. ومع ذلك، كانت مايكروسوفت تعتمد في النظام السابق على تدخل الأطراف الثالثة لجعل المدفوعات ممكنة. وكان على شركات الاتصالات المحمولة دعم هذا الأمر عن طريق توفير بطاقات SIM ذات العنصر الآمن للعملاء. بالإضافة إلى ذلك، في الولايات المتحدة، طلبت شركات الاتصالات المحمولة AT&T وT-Mobile وVerizon استخدام منصتهم المشتركة Softcard التي تم تطويرها بالشراكة لمعالجة المدفوعات. وعندما اشترت جوجل Softcard في وقت مبكر من عام 2015 (وأغلقتها في وقت لاحق)، تركت الشركة منصة ويندوز بدون نظام دفع لاسلكي ممكن في الولايات المتحدة.
المنصة الجديدة تسمح لمايكروسوفت بالتنسيق مباشرة مع المؤسسات المالية ومصدري بطاقات الائتمان لإجراء مدفوعات لاسلكية على هواتف ويندوز الذكية، وذلك اعتبارًا من الولايات المتحدة الأمريكية. في 15 نوفمبر 2017، أعادت مايكروسوفت تسمية محفظة مايكروسوفت إلى مايكروسوفت باي وسمح بتجهيز المدفوعات عن طريقه على إيدج.
أعلنت مايكروسوفت اعتزامها تقاعد الخدمة في 28 فبراير 2019، وذلك تزامنًا مع نهاية دعم الشركة لنظام ويندوز 10 موبايل وانسحابها من سوق أنظمة التشغيل المحمولة في نهاية العام.